# Président du gouvernement de la fédération de Russie
Ne doit pas être confondu avec Président de la fédération de Russie.
Le président du gouvernement ou Premier ministre (russe : Председатель Правительства ou Премьер-министр) est le chef du gouvernement de la fédération de Russie.
Le 15 janvier 2020, le président Vladimir Poutine a nommé Mikhaïl Michoustine,
économiste et homme politique russe, au poste de Premier ministre. Cela a été fait après la démission de Dmitri Medvedev, et le gouvernement russe lui-même. La Douma d'État (chambre basse  fédérale de la fédération de Russie) organise une audience sur sa nomination pour le 17 janvier 2020.

## Titres
Au fil des siècles, le chef du gouvernement russe a porté différents titres :
- 1802-1905 : président du Comité des ministres de l'Empire russe
- 1905-1917 : président du Conseil des ministres de l'Empire russe
- 1917-1917 : président du Gouvernement provisoire russe
- 1917-1946 : président du Conseil des commissaires du peuple de la république socialiste fédérative soviétique de Russie
- 1946-1992 : président du Conseil des ministres de la république socialiste fédérative soviétique de Russie (RSFSR)
- 1992-1993 : président du Conseil des ministres de la fédération de Russie
- depuis 1993 : président du gouvernement de la fédération de Russie (Председатель Правительства Российской Федерации)

## Résidences
La résidence principale officielle du président du gouvernement russe est la Maison blanche, située à Moscou.
Le premier ministre dispose également d'une résidence secondaire officielle, le manoir de Gorki-9 situé dans la banlieue ouest de Moscou.
1. ↑  Constitution de la Fédération (traduction), constitution.ru, consulté le 11 décembre 2013
2. ↑  Déclaration de la présidence au nom de l'Union européenne, site du Conseil de l'Union européenne